# Волошно (Тверская область)
Волошно — деревня в Вышневолоцком городском округе Тверской области.

## География
Находится в центральной части Тверской области на расстоянии приблизительно 19 км по прямой на северо-восток от города Вышний Волочёк у восточного берега озера Волошно.

## История
По местным данным, деревня известна с XVI века. Была отмечена на карте 1825 года. В 1859 году здесь (деревня Вышневолоцкого уезда) было учтено 30 дворов, в 1928 — 56. До 2019 года входила в состав ныне упразднённого Дятловского сельского поселения Вышневолоцкого муниципального района.

## Население
Численность населения составляла 220 человек (1859 год), 47 (русские 100 %) в 2002 году, 32 в 2010.